# Sociedad Estadounidense de Taxónomos Vegetales
La Sociedad Estadounidense de Taxónomos Vegetales, (American Society of Plant Taxonomists, (acrónimo en inglés ASPT) es una organización estadounidense botánica, formada en 1935 para "fomentar, mejorar, y promover educación e investigación en el campo de la Botánica Sistemática, incluyendo aquellas áreas y campos de estudio que contribuyane a la taxonomía y la herbaria", de acuerdo a sus decretos. Istá incorporada al Estado de Wyoming, y su sede se encuentra en la Universidad de Wyoming, Departamento de Botánica.
La ASPT publica cuatrimestralmente una revista botánica, Systematic Botany, y una serie Systematic Botany Monographs.
Otorga anualmente el galardón Asa Gray Award, en memoria de Asa Gray, entre otros premios. Los últimos científicos que lo han recibido son:
Rogers McVaugh (1984), Arthur Cronquist (1985), Lincoln Constance (1986), Reed C. Rollins (1987), Charles B. Heiser (1988), Rupert C. Barneby (1989), Warren H. Wagner, Jr. (1990), Billie L. Turner (1991), Albert C. Smith (1992), Sherwin Carlquist (1993), Hugh H. Iltis (1994), Jerzy Rzedowski (1995), Peter Raven (1996), Daniel J. Crawford (1997), Ghillean Prance (1998), Tod Stuessy (1999), William T. Stearn (2000), Robert F. Thorne (2001), Natalie Uhl (2002), Beryl B. Simpson (2003), John Beaman (2004), Grady Webster (2005), Pamela S. Soltis, y Douglas E. Soltis (2006), Scott A. Mori (2007), William R. Anderson, (2008), y Alan K. Graham (2009).